# ミラージュボウル
ミラージュボウル（Mirage Bowl）は、かつて開催されたNCAAカレッジフットボールの試合。三菱自動車がスポンサーとなって1977年から1985年まで日本の東京で開催された。1976年にはパイオニアがスポンサーとなった日本初のカレッジフットボールの公式戦であるパイオニアボウルが開催された。1986年からはスポンサーがコカ・コーラ社に変更されコカコーラボウルと名称変更された。
この試合はレギュラーシーズンの1試合であり、ポストシーズンのボウル・ゲームとはなっていない。

## 歴史
1977年の試合では、後に第22回スーパーボウルMVPを獲得するグランブリング州立大学のQBダグ・ウィリアムズがMVPに選ばれる活躍を見せて35-32でテンプル大学を破った。
1979年の試合では、ジミー・カーターアメリカ合衆国大統領がミラージュボウルは日米の友好関係を深めるものとして、お祝いのメッセージを寄せた。この試合には渡辺貞夫、日野皓正が出演した。
1980年のUCLAとオレゴン州立大学の試合は、シーズン全敗のオレゴン州立大学をUCLAが終始圧倒、34-3で勝利した。
1981年のサンディエゴ州立大学と空軍士官学校との試合は、QBマット・コフラー率いるサンディエゴ州立大が、前半30分のうち、20分58秒ボールをコントロールし、第2Qに2本のTDパスを成功させるなど、オフェンスが297ヤードを獲得し、16-0とリードしたが、後半は無得点、空軍士官学校がランプレーを中心に3TDをあげて21-16で勝利した。
1983年の南メソジスト大学とヒューストン大学の試合で日本に初めてウェーブが紹介された。
1984年にモンタナ大学の一員として来日したマーティ・モーヒンウェグは後にデトロイト・ライオンズヘッドコーチ、フィラデルフィア・イーグルスオフェンスコーディネーターを務めている。

## 試合結果
| 開催日         | 勝                     | 得点  | 敗                     | 解説                         | 実況       |
| -------------- | ---------------------- | ----- | ---------------------- | ---------------------------- | ---------- |
| 1977年12月11日 | グランブリング州立大学 | 35-32 | テンプル大学           | 金沢好夫                     | 清水一郎   |
| 1978年12月10日 | テンプル大学           | 28-24 | ボストン・カレッジ     | 金沢好夫                     | 清水一郎   |
| 1979年11月24日 | ノートルダム大学       | 40-15 | マイアミ大学           | 武田建、後藤完夫             | 清水一郎   |
| 1980年11月30日 | UCLA                   | 34-3  | オレゴン州立大学       | 後藤完夫                     | 浅見源司郎 |
| 1981年11月28日 | 空軍士官学校           | 21-16 | サンディエゴ州立大学   | 後藤完夫                     | 浅見源司郎 |
| 1982年11月27日 | クレムゾン大学         | 21-17 | ウェイクフォレスト大学 | 後藤完夫                     | 浅見源司郎 |
| 1983年11月26日 | 南メソジスト大学       | 34-12 | ヒューストン大学       | 後藤完夫                     | 浅見源司郎 |
| 1984年11月17日 | 陸軍士官学校           | 45-31 | モンタナ大学           | 後藤完夫                     | 浅見源司郎 |
| 1985年11月30日 | USC                    | 20-6  | オレゴン大学           | 後藤完夫、大橋巨泉（ゲスト） | 吉田填一郎 |